# برونهيلد بومسل
برونهيلد بومسل (بالألمانية: Brunhilde Pomsel)‏ (11 يناير 1911 - 27 يناير 2017) السكرتيرة السابقة لجوزيف غوبلز وزير الدعاية السياسية في ألمانيا النازية في عهد أدولف هتلر ولقد توفيت في 27 يناير 2017 في مدينة ميونيخ في ألمانيا عن عمر يناهز 106 عاماً.

## روابط خارجية
- برونهيلد بومسل على موقع IMDb (الإنجليزية)